# Rennwegtor

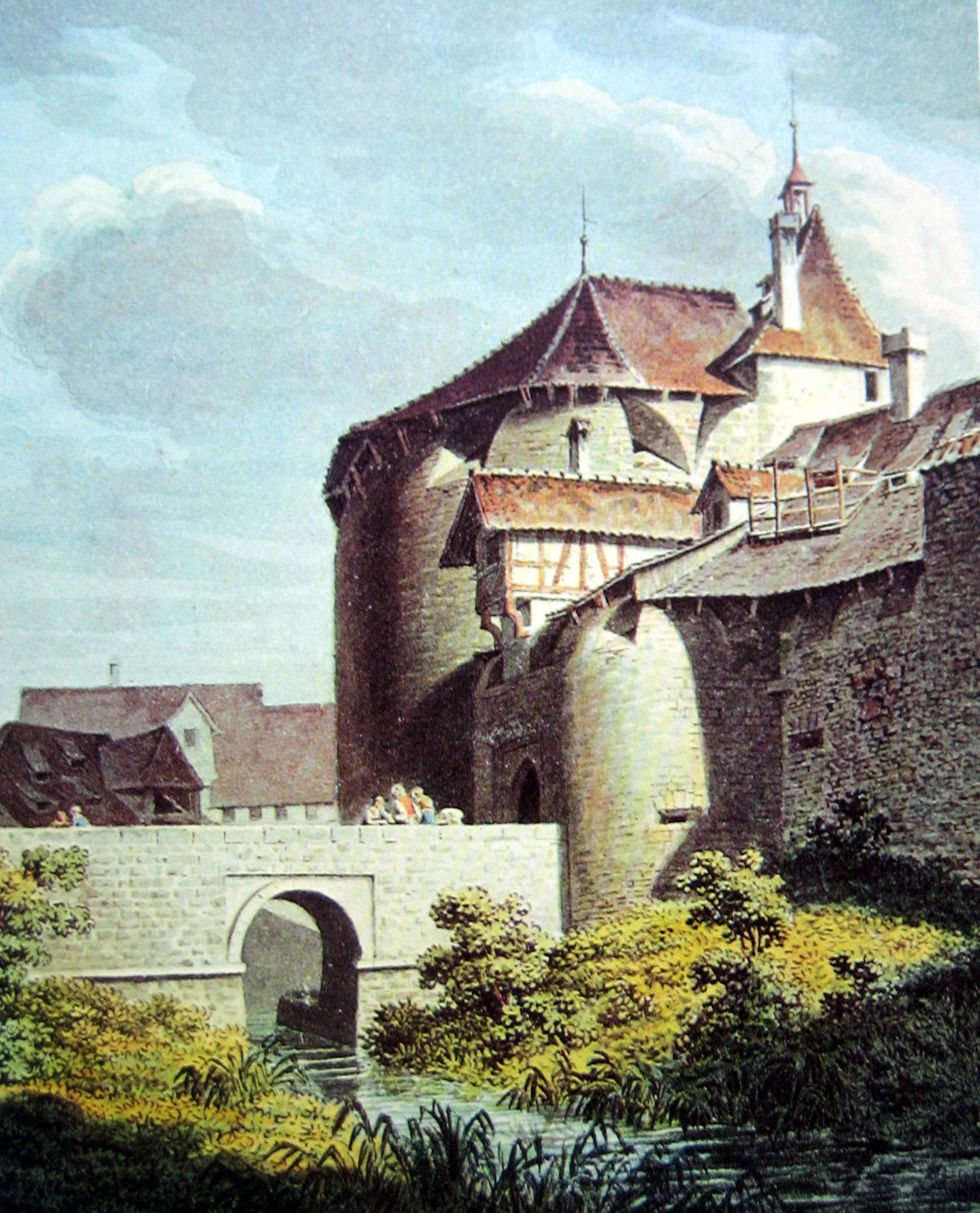
Das Rennwegbollwerk um 1812, Zeichnung von Franz Hegi

Das Rennwegtor in Zürich war ein Teil der zweiten linksufrigen Stadtbefestigung. Es stand an der heutigen Ecke Rennweg-Bahnhofstrasse und sicherte den Zugang zur Stadt für den aus Westen und Süden kommenden Personen- und Fuhrwerkverkehr. Das Rennwegtor war der einzige befahrbare Zugang ins kleine oder mindere Zürich, den Stadtteil links der Limmat.

## Geschichte

### Rennwegtor
Das Rennwegtor erscheint 1340 erstmals in den Urkunden; ein Nachtwächter wird erwähnt. Auf eine Erbauung im 14. Jahrhundert weist auch ein beim Tor in die Stadtmauer eingelassenes Epitaph. Diese galten nach der Vertreibung der Juden kurz nach 1400 aus der Stadt als öffentliches Eigentum und wurden oft als Baumaterial genutzt. Das Tor bestand damals aus einem mit Zinnen gekrönten Rechteckturm mit Pyramidendach und Scharten in der Fassade. Neben dem Hauptturm stand als westlicher Eckpunkt der Befestigungsanlage ein zweiter Turm, der nur wenig über die Stadtmauer hinaus ragte. Zwischen den Türmen führte die Strasse durch ein Rundbogenportal in die Stadt. Die Chronik von Gerold Edlibach um 1500 zeigt die zwei Türme mit dem zwingerartigen Vorbau, der teilweise über dem Fröschengraben lag.
Während des Alten Zürichkriegs wurde das Tor durch ein hölzernes Bollwerk verstärkt und durch einen „Hauptmann mit zugeteiltem Volke“ (35 Mann) und vier Büchsenschützen bewacht. Am 22. Juli 1443 drängten die siegreichen Eidgenossen nach der Schlacht bei St. Jakob an der Sihl durch das Rennwegtor. Die Frau des Torwächters, Anna Ziegler, rettete die Stadt, indem sie gerade noch rechtzeitig das Fallgatter herunter liess. Im Steuerverzeichnis von 1467 findet sich der Eintrag „Alt Ziegler sin wip gratis“: Als Dank für ihre mutige Tat wurden ihr die Steuern erlassen.

Das Rennwegtor in einer Darstellung von Gerold Edlibach, um 1500
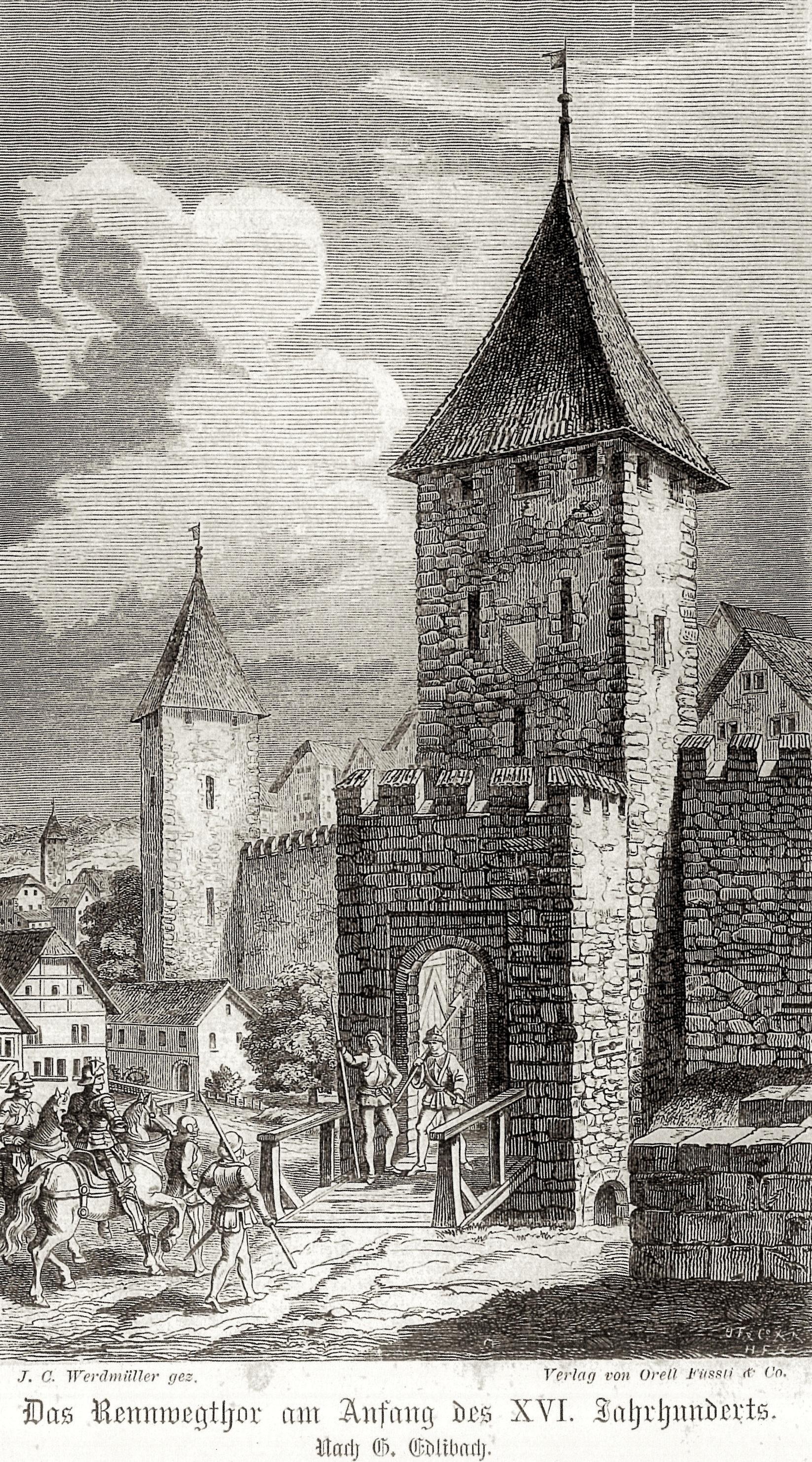
Am Anfang des 16. Jahrhunderts
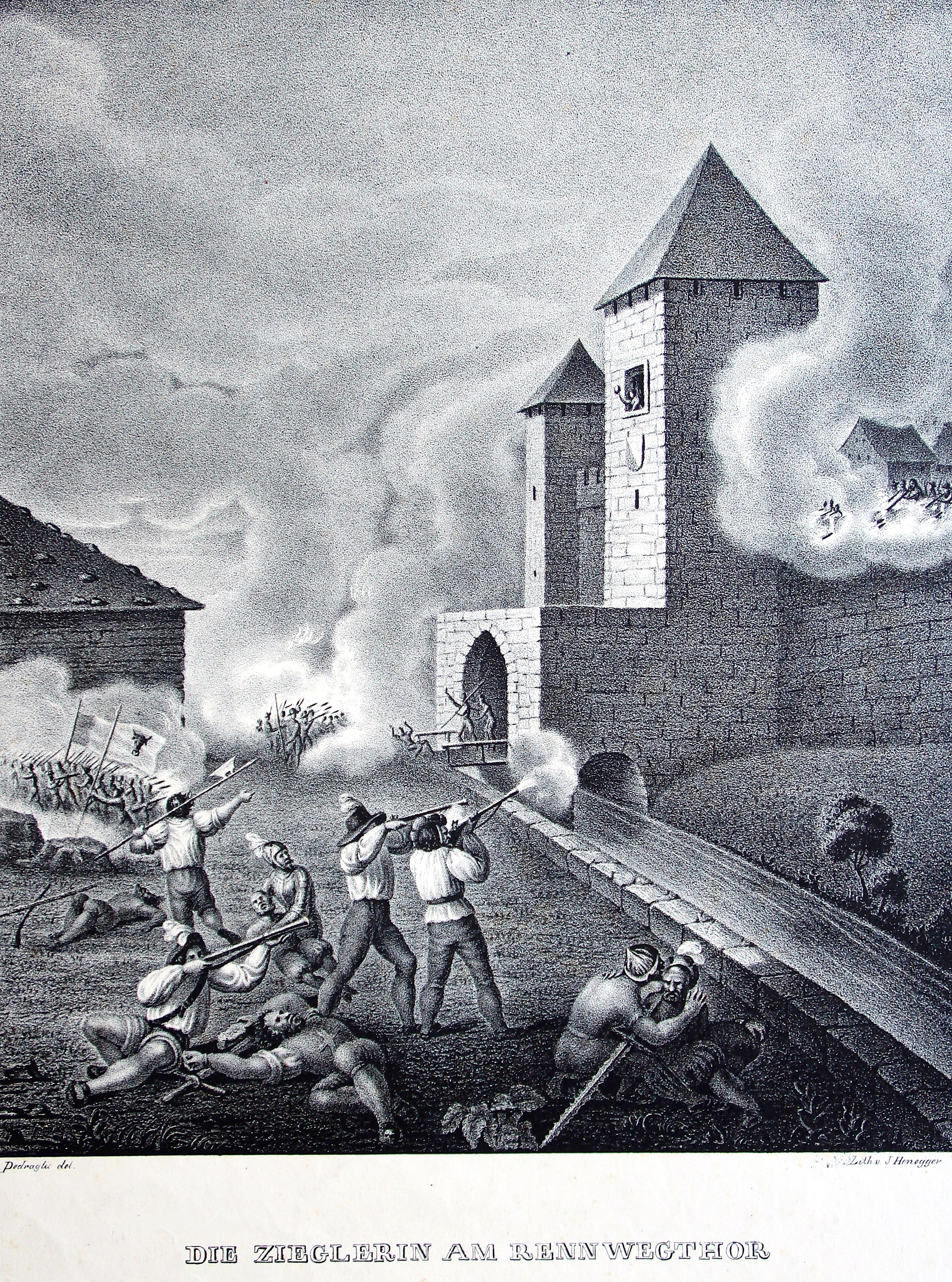
Nach der Schlacht von St. Jakob an der Sihl
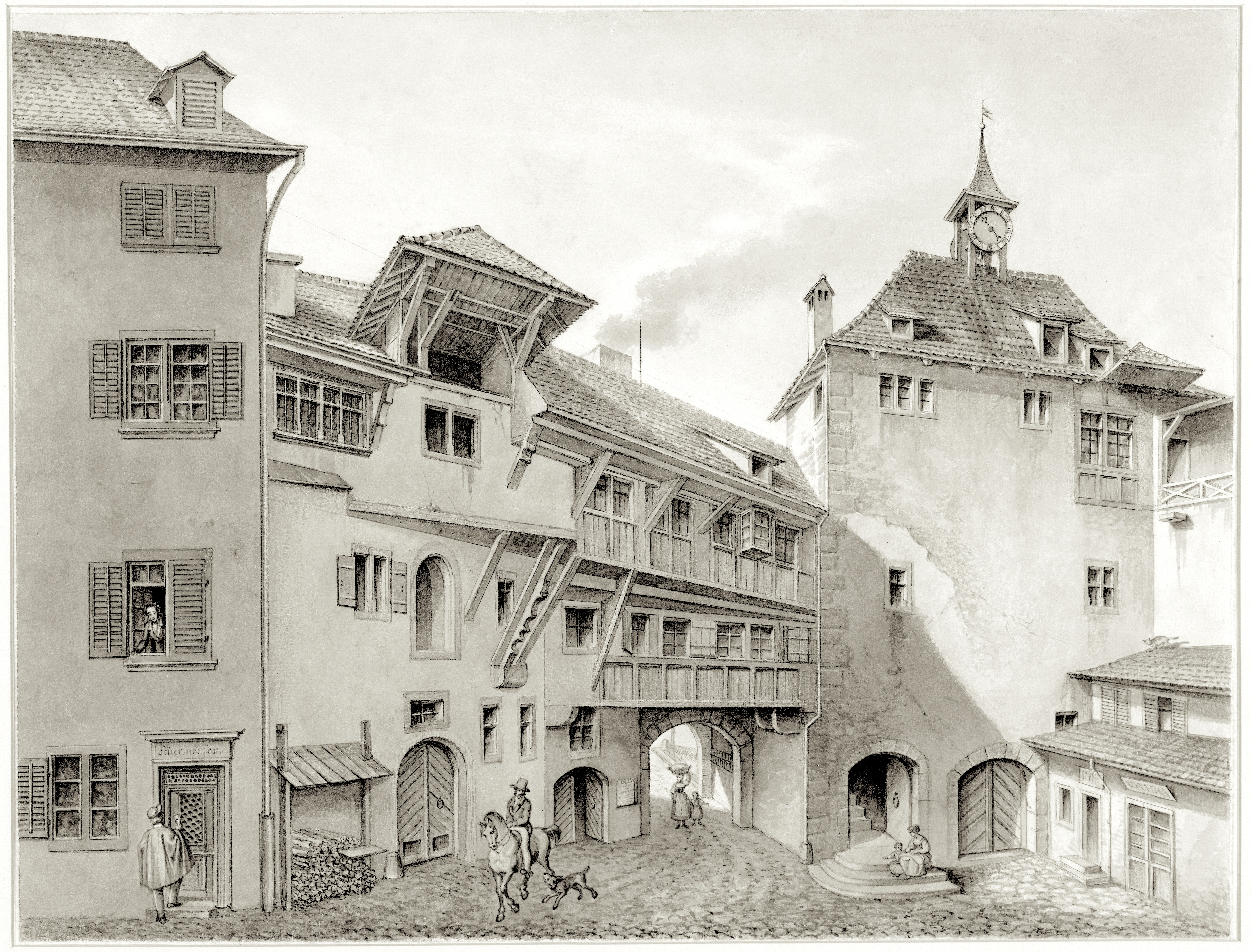
Innenansicht des Rennwegtors auf einer Zeichnung von Johann Konrad Werdmüller, um 1860/70

### Rennwegbollwerk

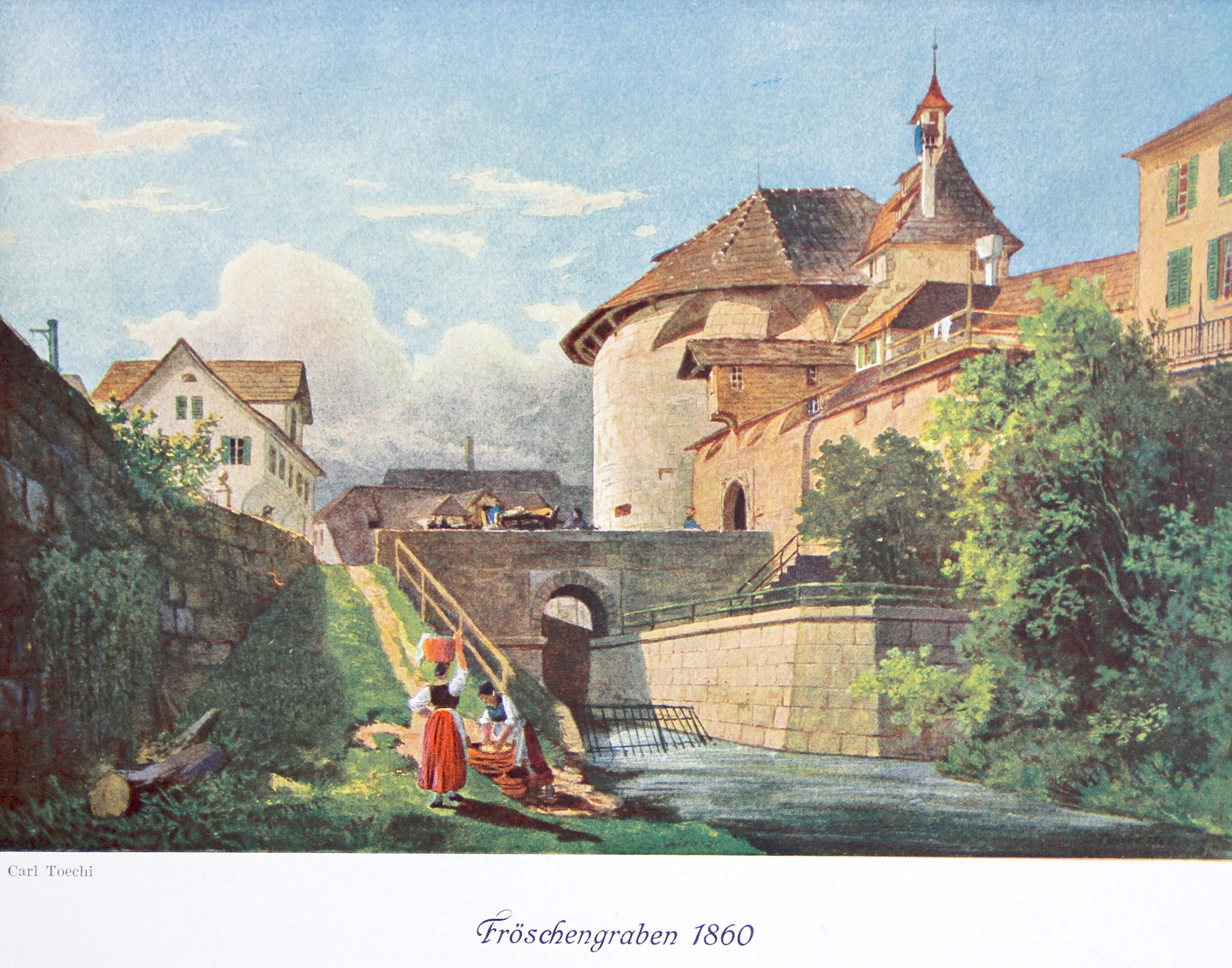
Rennwegbollwerk 1860

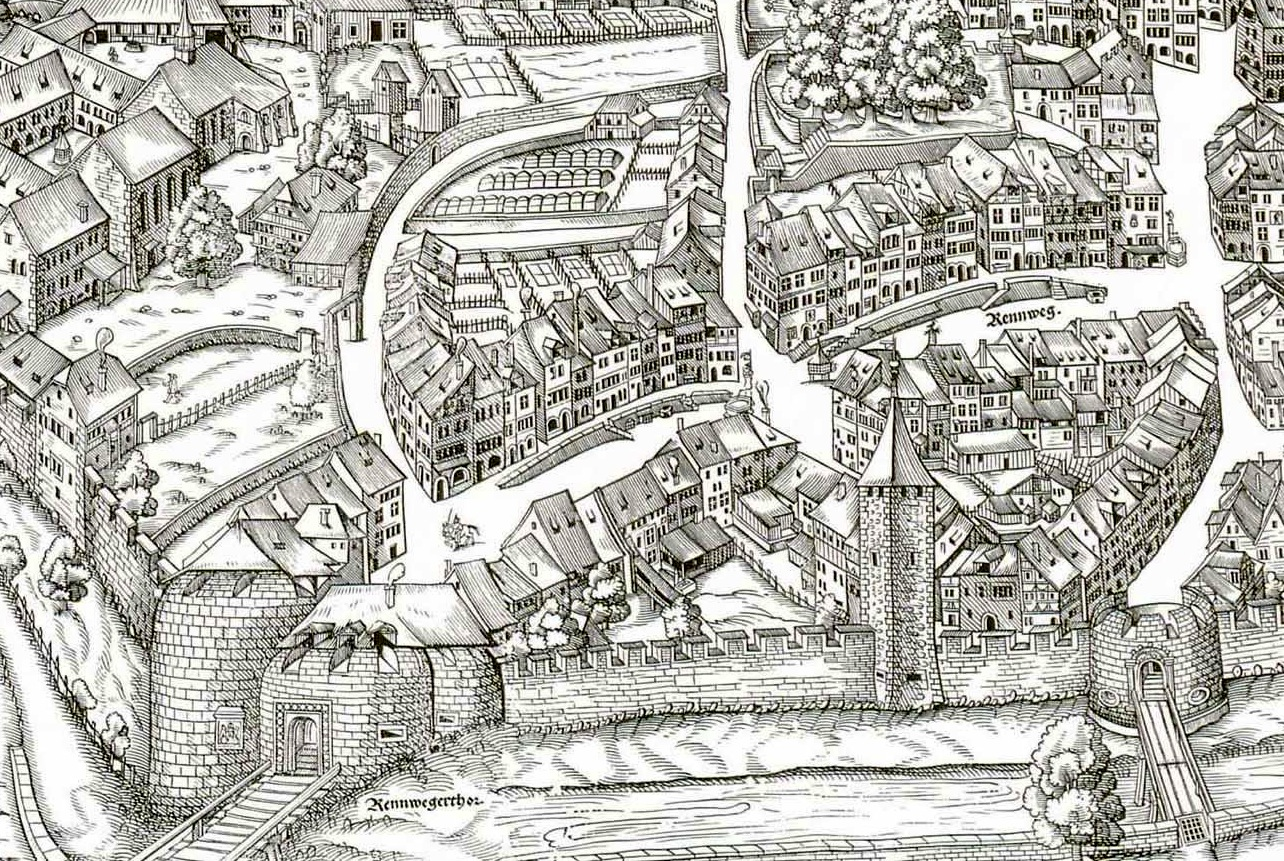
Rennwegtor und Rennweg auf dem Murerplan

1520 beschloss der Rat, das alte Tor durch einen repräsentativen Neubau zu ersetzen in der Art, wie es die Zürcher während der Mailänderkriege gesehen hatten. Der Rat schickte die Baumeister Felix Grebel und Georg Göldi nach Mailand, um vom dortigen Kastell Zeichnungen anzufertigen. Auch wenn solche Türme im Mailänder Kastell nicht anzutreffen sind, brachten die beiden offenbar das Motiv einer grossen runden Eckbastion zurück, mit der das Tor flankiert werden sollte.
Am 25. April 1521 erfolgte die Grundsteinlegung durch Bürgermeister Felix Schmid; die Jahreszahl wurde an der Nordseite des Torwegs eingeschlagen. Bereits am 29. Juli 1522 waren das Stadttor mit der kleinen Bastion und der Brücke fertig. Der Storchenwirt Rudolf Bucher fuhr den ersten Wagen mit 134 Garben Korn für die Äbtissin des Fraumünsters durch das Tor.
Das grosse Rondell mit zurückgewölbter Mauerkrone und Ziegeldach und die nördliche Flanke gegen Oetenbach wurden Mitte Oktober 1524 vollendet; die gesamten Baukosten betrugen 16'407 Pfund, 5 Schilling und 3 Heller. Der Durchmesser betrug 21,3 Meter, die Höhe 22,2 Meter. Senkrecht zur Zufahrt war eine liegende Geschützscharte in die Mauer eingelassen, auch die Flanken waren durch ebensolche gedeckt.
An der Aussenseite des Turmes war ein steinernes Kruzifix angebracht, damit die zum Tod Verurteilten, die durch das Rennwegtor zur Hinrichtungsstätte geführt wurden, sich noch einmal umdrehen und einen tröstenden Blick auf den Gekreuzigten werfen konnten: „Ward ein hüpsch steini cruzifix unseren heren bildnus wie er am crütz gehangen ist, in den turm gehouwen, wann man due arme uebelthätter, die man töten sollt solt da hin uss fuert …“
Nach der Reformation wurde das Kruzifix durch das Zürcher Wappen ersetzt, das seinerseits zur Revolutionszeit 1798 weggemeisselt wurde; übrig blieb der leere Rahmen.
Die 1525 eingerichtete Wächterwohnung wurde schon nach einem Jahr durch einen Blitzschlag eingeäschert, jedoch rasch wieder aufgebaut. Ab der Mitte des 16. Jahrhunderts musste das Tor Tag und Nacht geöffnet und bemannt sein. Die hölzerne Brücke vor dem Bollwerk wurde 1789 durch eine Steinbrücke ersetzt.

### Nutzung
Anfänglich benutzte das Zeughaus die weiten und tiefen Räume des Rondells zur Aufbewahrung von Bomben, Pechkränzen, Kalktöpfen und steinernen Kugeln. 1624 wurde es zu einem Magazin für Schwefel und Schiesspulver umfunktioniert. Im 19. Jahrhundert wurde der Raum mit einem Bretterboden unterteilt. Der untere Raum diente als Keller, der obere als Aufbewahrungsort für Möbel und Gegenstände, die bei Feuersbrünsten gerettet werden konnten.
Unter dem Rennwegtor hindurch führte ein Stollen, durch den Quellwasser von Albisrieden in die Mindere Stadt geleitet wurde.

### Glocke
1675 sammelten die von dem Rennwegtor, bei der Werdmühle und an der Sihl wohnenden Bürger Geld, damit ein Thürmchen mit einem Glöcklein auf den Turm gesetzt werde; die Papiermühle der Familie Froschauer verschlang mit ihrem unbändigem Lärmen das Läuten der Glocken vom St. Peter. So kamen 163 Gulden, 26 Schilling und ein Heller zusammen. Der gewünschte Dachreiter wurde gebaut und mit einer Glocke versehen. 1789 wurde die Glocke in eine neue umgegossen; sie trug die Inschrift «Johannes Fuessli goss mich 1789». Nach dem Abbruch des Rennwegtores kam die Glocke in das neu erbaute Türmchen der Strafanstalt Oetenbach, nach deren Abbruch im Winter 1902/02 an die Stadt. Heute steht die Glocke neben dem Stadtmodell von Hans Langmack im Stadtarchiv am Rindermarkt.

## Abbruch
Das Bollwerk behinderte die Bautätigkeit in der Mitte des 19. Jahrhunderts; vor allem stand es dem geplanten Verlauf des unteren Teils der Bahnhofstrasse im Weg. 1865 wurde trotz lauter Opposition mit dem Abbruch begonnen. Die Stimmen, die im Interesse der Kunst und der vaterländischen Geschichte das Tor erhalten wollten, wurden vom Stadtrat überstimmt, der eine grosszügige Lösung des Bahnhofstrasse-Projekts wünschte. Da sich der massive Bau als weit widerstandsfähiger erwies als berechnet, zogen sich die Abbrucharbeiten rund zwei Jahre lang hin; die Kosten dafür überstiegen die Baukosten bei weitem.
Salomon Vögelin, der selber im Rennwegquartier aufgewachsen war, schrieb: „… das letzte Stadttor, das noch stund, musste 1867 weichen. Bei der Demolition zeigte sich die aller Berechnungen spottende Festigkeit der Mauern.“ Reste des Bollwerks blieben bis 1873 sichtbar.
1997 kamen bei Arbeiten an der Kanalisation Überreste des alten Treppenabgangs in das Untergeschoss des Bollwerks zum Vorschein. Sie wurden wieder zugedeckt und sind nicht zugänglich.

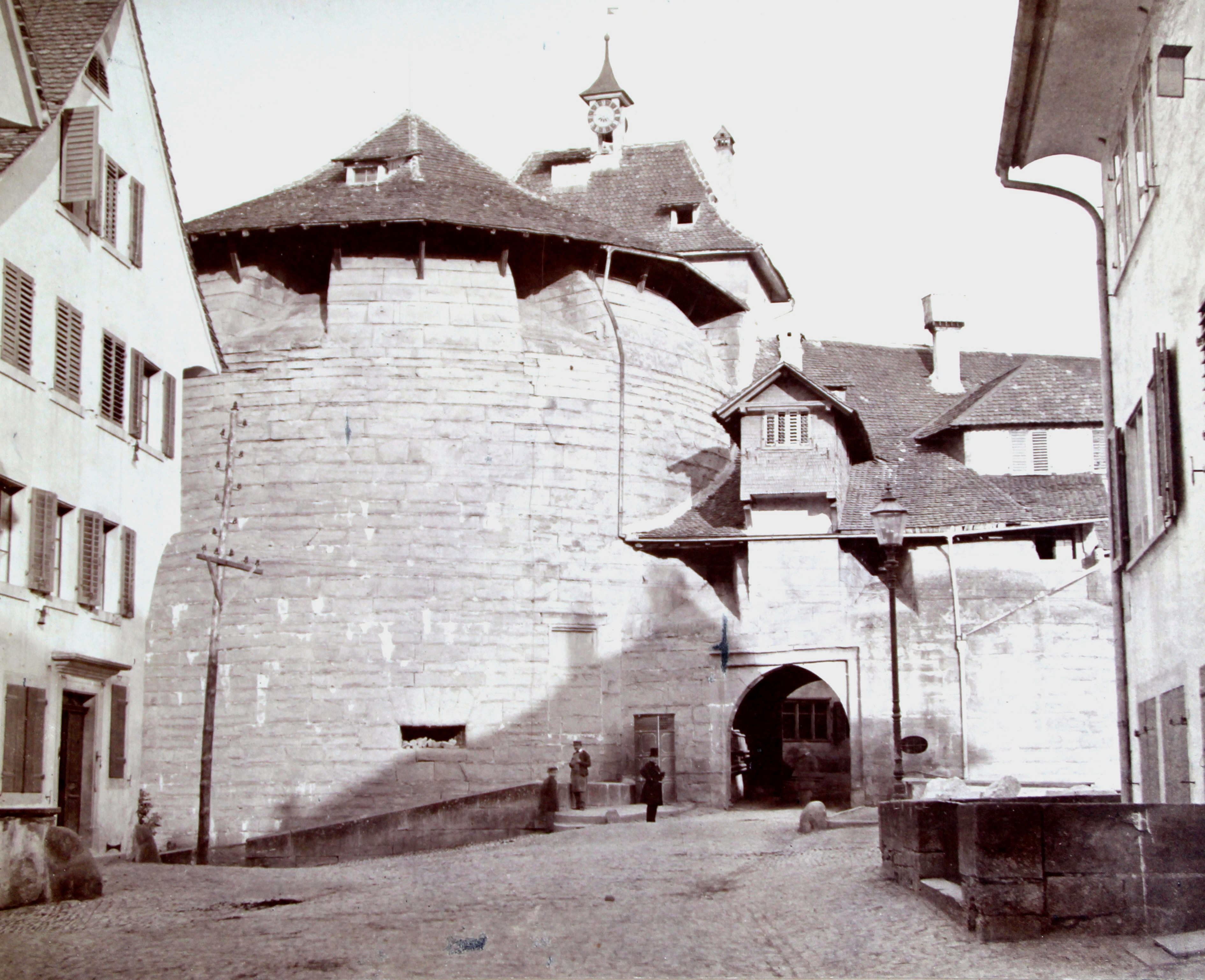
1865, kurz vor dem Abbruch
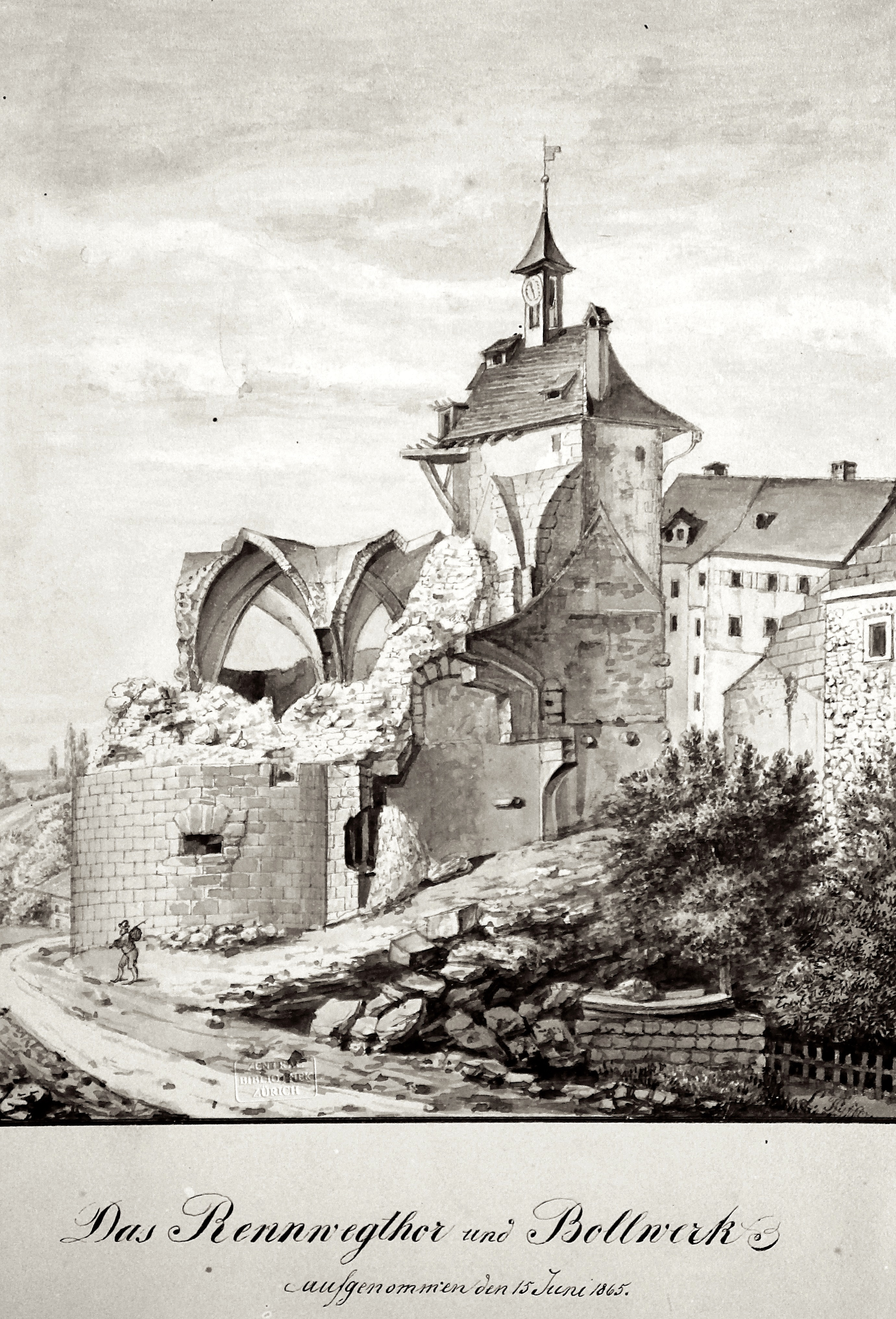
Während des Abbruchs 1865
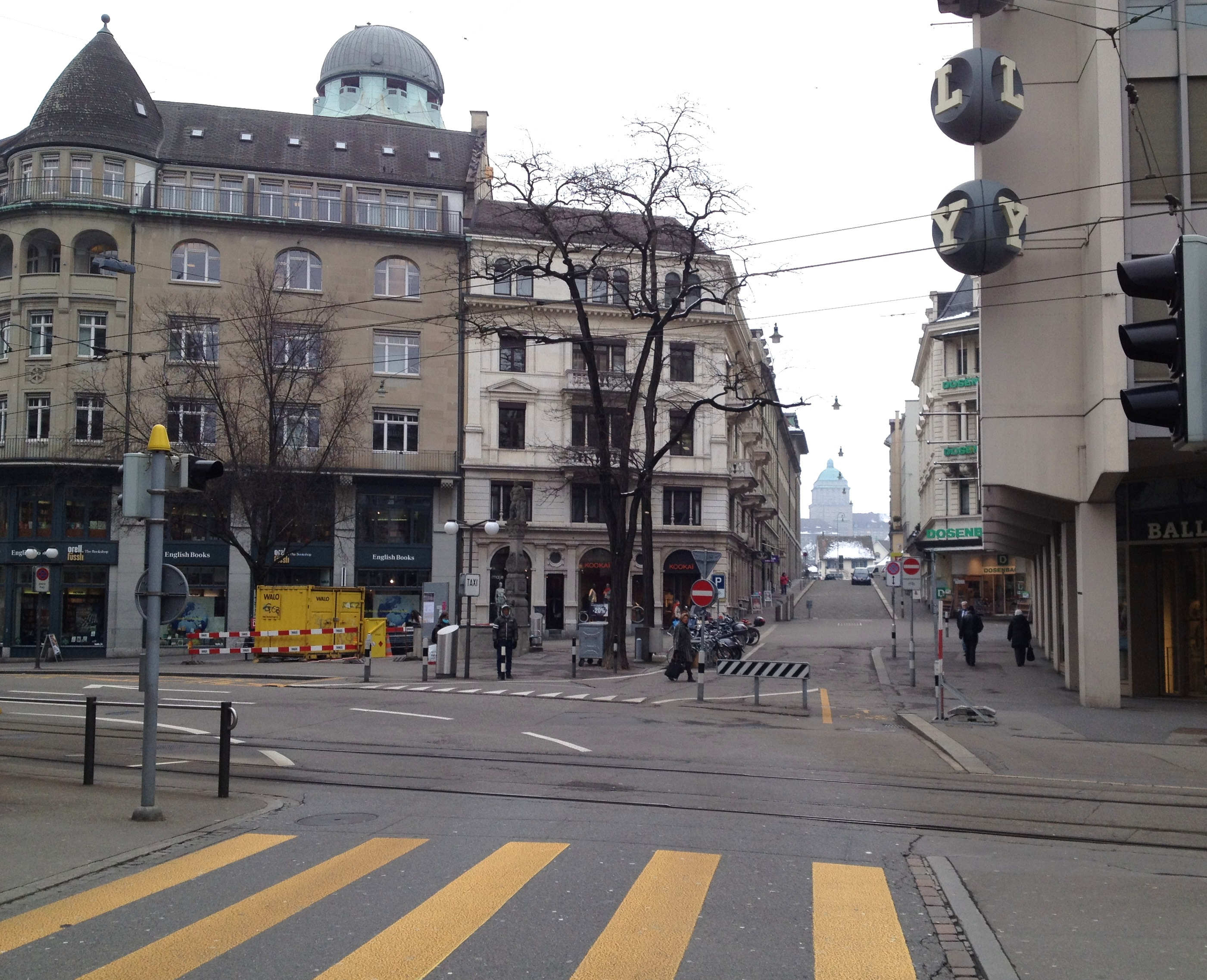
Standort heute